# 231 (число)
231 (Дві́сті три́дцять оди́н) — натуральне число між 230 та 232.
- 231 день в році — 19 серпня (у високосний рік 18 серпня).

## У математиці
- 21-е трикутне число
- 11-те шестикутне число
- 7-ме восьмикутне число

## В інших галузях
- 231 рік, 231 до н. е.
- В Юнікоді 00E716 — код для символу «c» (Latin Small Letter C With Cedilla).
- NGC 231 — розсіяне скупчення в сузір'ї Тукан.